# Труд (стадион, Москва)
Стадион «Труд» — действующий стадион в Москве с искусственным покрытием. Расположен в Донском районе (ЮАО). С 2002 года на стадионе выступает футбольная команда ПФК «Ника» (1999—2017, с 2020) участвующая в Четвертом дивизионе Московской зоны.

## История

### Период Российской империи и РСФСР
В 1907 году в качестве спортивных клубов и кружков по интересам, в составе которых были и секции футбола, регистрируются Кружок футболистов «Сокольники» (КФС), «Быково», кружок «Даниловцы».
Команду «Даниловцы» (иногда её называли «Даниловка» или «Даниловец») организовал ткацкий мастер (позднее главный механик) Даниловской мануфактуры, обрусевший 45-летний англичанин Джордж Бейнс (на русский манер — Егор Ричардович, иногда москвичи называли его по фамилии Бенц, или Бинс).
Играли Даниловцы поначалу на поле Заводе Гоппера, который находился у Серпуховской заставы. В 1909 году, после разгромного матча с англичанами, клуб распался. Позже, сильные игроки из числа Даниловцев объединились в футбольную команду Фабрики имени Калинина. В 1923 году — они впервые приняли участие в осеннем розыгрыше чемпионата Москвы, у них был собственный стадион для тренировок на Серпуховском шоссе, 170, позже в 1928 году шоссе переименуют в Варшавское . Таким образом Стадион «Клуба имени Калинина» принадлежал Фабрике имени Калинина, позже и до сегодняшнего дня стадион носит название «Труд».

### Период СССР и Олимпиада-80[2]
В 1929 году при стадионе появляется школа конькобежного спорта и фигурного катания. Зимой заливался бесплатный для посещения каток. Полуразрушенное здание школы конькобежного спорта в данное время сохранилось на южной стороне стадиона.
В 1936 году спортсмены фабрики имени Калинина вошли в Добровольное Спортивное Общество «Шерстяник» — предприятия шерстяной промышленности. Стадион с 1936 году одноимённо стал называться «Шерстяником».
После Великой Отечественной войны, в 1946 году, команды легкой промышленности, включая спортсменов «Шерстяника», объединились в команду под названием «Красное Знамя». В это же время стадион меняет своё название на «Красное Знамя».
В 1958 году, после вхождения Красного знамения в объединение «Труд», стадион получил современное одноимённое название.
В 1960 на этом стадионе принимали своих соперников в качестве хозяев команды заводов имени Лихачева, «Красный богатырь» и имени Владимира Ильича.
В 1979 году для подготовки к проведению XXII Олимпийских игр в Москве, на стадионе построили Дворец водного спорта общества «Труд».

## Структура
В данное время организация носит название Учебно-спортивный центр «Труд».
Техническая база УСЦ «Труд» оснащена:
- 50-метровым плавательным бассейном;
- 25-метровым прыжковым бассейном;
- 2 детскими плавательными бассейнами;
- спортивными залами: большой тренажерным зал, малый тренажерный зал, универсальный спортивный зал для хореографии, спортивный зал, оборудованный для занятий акробатикой и гимнастикой;
- тиром со стрелковой галереей 50 м, классами для обучения и спортивным залом.

Адрес стадиона менялся 4 раза: Серпуховское шоссе, 170 — Варшавское шоссе, 13 — Варшавское шоссе, 26 — и до сегодняшнего дня — Варшавское шоссе, 14.
В УСЦ «Труд» занимается:
- более 400 спортсменов спортивной школы олимпийского резерва «Юность Москвы» по синхронному плаванию «Труд», в том числе Светлана Ромашина и Наталья Ищенко — пятикратные олимпийские чемпионки по синхронному плаванию;
- 500 человек спортивной школы олимпийского резерва «Юность Москвы» по плаванию, в том числе многократный чемпион России Кирилл Чибисов, Артем Лобузов — чемпион мира, участник Олимпийских игр и другие.